# Gabriel Mendoza
Gabriel Rafael Mendoza Ibarra (* 22. Mai 1968 in Sewell) ist ein ehemaliger chilenischer Fußballspieler und aktueller Politiker. Der überwiegend als rechter Verteidiger spielende Mendoza absolvierte 36 Länderspiele für Chile, in denen er ein Tor erzielte.
Größter sportlicher Erfolg des Spielers, der auch Coca Mendoza in Anlehnung an die chilenische Schauspielerin Coca Guazzini wegen des ähnlichen Aussehens genannt wird, war der Gewinn der Copa Libertadores 1991 mit dem CSD Colo-Colo.

## Karriere

### Vereinskarriere
Gabriel Mendoza wurde in der Bergbaustadt Sewell geboren, verbrachte dort einen Großteil seiner Kindheit und zog später nach Graneros. Sein Profidebüt gab er 1986 bei CD O’Higgins, wo er überzeugte und 1991 von CSD Colo-Colo verpflichtet wurde. Mit seinem europäischen Spielstil auf der Außenbahn überzeugte er Trainer Mirko Jozić und galt als einer der besten Außenverteidiger des Kontinents. Sein größter Erfolg war der Gewinn der Copa Libertadores 1991. Im Finale konnten sich die Albos mit Mendoza gegen den paraguayischen Klub und Titelverteidiger Club Olimpia nach 0:0 im Hin- mit 3:0 im Rückspiel durchsetzen. Mit Colo-Colo feierte Mendoza bis 1996 zwei Meisterschaften und einen Pokalsieg.
Nach der erfolgreichen Zeit bei Colo-Colo wechselte er ins Ausland zum brasilianischen Klub FC São Paulo und kurz darauf zum mexikanischen Verein UANL Tigres, mit dem er die mexikanische Zweitligameisterschaft gewann. Nach den Santiago Wanderers und einer kurzen Rückkehr zu Colo-Colo wechselte Mendoza 2001 nach China zu Shandong Taishan. Doch schon 2002 kam er wieder zurück nach Chile, um seine Karriere bei Santiago Morning zu beenden.

### Nationalmannschaftskarriere
Für die chilenische Nationalmannschaft debütierte Gabriel Mendoza im Juli 1991 beim 2:0-Auftaktsieg bei der Copa América 1991 im eigenen Land gegen Venezuela. Chile kam nach drei Siegen aus vier Spielen als Gruppenzweiter in die Finalrunde, wo das Team hinter Argentinien und Brasilien Turnierdritter wurde. Mendoza spielte sechs der sieben Turnierspiele über die volle Distanz.
Sein zweites Turnier spielte Mendoza bei der Copa América 1993 in Ecuador. Trotz eines 3:2-Sieges über Brasilien schied Chile als Gruppenletzter in der Vorrunde aus. Mendoza spielte alle drei Partien. Bei seinem letzten Turnier, der Copa América 1995 in Uruguay, schied Chile auch wieder in der Vorrunde aus, nachdem das Team nur gegen Bolivien einen Punkt holen konnte. Mendoza spielte alle drei Partien. Seinen letzten Einsatz für Chile absolvierte Coca Mendoza im April 1997 beim Freundschaftsspiel gegen Brasilien. Insgesamt kommt Mendoza auf 36 Länderspiele, in denen er ein Tor im Freundschaftsspiel gegen Peru im Mai 1995 erzielte.

### Politische Karriere
Gabriel Mendoza wurde bei den Wahlen 2016 mit mehr als 7 % der Wähler zum Stadtrat von Viña del Mar gewählt und war damit der Kandidat mit den meisten Stimmen. In dieser Position wurden Mendoza Unregelmäßigkeiten in Zusammenhang mit städtischen Fußballschulen vorgeworfen. Er selbst besitzt auch eine Fußballschule in Viña del Mar. Mendoza musste die Fördergelder an Fußballschulen der Stadt zurückzahlen.
Bei den Kommunalwahlen 2021 kandidierte Mendoza als unabhängiger Kandidat, der von der Partei Unión Demócrata Independiente und dem Parteienbündnis Chile Vamos unterstützt wurde, als Bürgermeister von Graneros. Er wurde nicht gewählt und erwies sich als der mit den wenigsten Stimmen der vier Kandidaten.

## Erfolge
Colo-Colo
- Chilenischer Meister (2): 1991, 1993
- Chilenischer Pokalsieger: 1994
- Copa Libertadores: 1991
- Copa Interamericana: 1992
- Recopa Sudamericana: 1992

UANL Tigres
- Mexikanischer Zweitliga-Meister (2): Apertura 1996, Clausura 1997